# Jean Marie Bosser
Jean Marie Bosser, a volte indicato come Jean-Michel Bosser (Audierne, 23 dicembre 1922 – Saclay, 6 dicembre 2013), è stato un botanico francese che ha lavorato a lungo in Madagascar e Mauritius.

## Biografia
Biologo è stato ricercatore presso il Laboratoire de Phanérogamie del Museo Nazionale di Storia Naturale di Parigi. Dal 1962 al 1963 fu direttore dell'ORSTOM (Office de la recherche scientifique et technique outre-mer, ora Istituto di Ricerca per lo Sviluppo) ad Antananarivo, in Madagascar. Insieme a Thérésien Cadet e Joseph Guého ha contribuito alla serie Flora Mascarene pubblicato dall'Institut de recherche pour le développement (IRD), Mauritius Sugar Industry Research Institute (MSIRI), e dal Royal Botanic Gardens, Kew. Dal 1976 ha iniziato un lavoro sulla flora delle Mauritius, Riunione e Rodrigues. Bosser ha descritto numerose specie del Madagascar e delle Mascarene: Bulbophyllum labatii, Cynanchum staubii e Cynanchum guehoi. A giugno 2014, l'International Plant Names Index (IPNI) elenca 318 taxa descritti da Bosser (tra cui molte orchidee), sia come unico autore o co-autore.

## Pubblicazioni principali
- 2000. Contribution à l'étude des Orchidaceae de Madagascar et des Mascareignes. XXIX. Révision de la section Kainochilus du genre Bulbophyllum. Adansonia 22(2) 167–182 pdf online
- 2000. Bosser JM; D Florens. Syzygium guehoi (Myrtaceae), nouvelle espèce de l'île Maurice. Adansonia 22(2) 183–186 pdf online
- 2001. Bosser JM; P Cribb. Trois nouvelles espèces de Bulbophyllum (Orchidaceae) de Madagascar. Adansonia 23(1) 129–135 pdf online
- 2002. Bosser JM. Contribution à l'étude des Orchidaceae de Madagascar, des Comores et des Mascareignes. XXXII. Un Cynorkis nouveau des Comores et un Eulophia nouveau de La Réunion. Adansonia 24(1) 21–25 pdf online
- 2002. la Croix, I; JM Bosser; PJ Cribb. The genus Disperis (Orchidaceae) in Madagascar, the Comores, the Mascarenes & the Seychelles . Adansonia 24(1) 55–87 pdf online
- 2002. Bosser JM. Une nouvelle espèce de Turraea (Meliaceae) des Mascareignes. Localisation de T. thouarsiana et identité de T. casimiriana . Adansonia 24(1) 113–116 pdf online
- 2002. Bosser JM; J Guého. Deux nouvelles espèces de Pandanus (Pandanaceae) de l'île Maurice. Adansonia 24(2) 239–242 pdf online[
- 2003. Bosser JM; PJ Cribb. Contribution à l'étude des Orchidaceae de Madagascar, des Comores et des Mascareignes. XXXIV. Bathiorchis , nouveau genre monotypique de Madagascar. Adansonia 25(2) 229–231 pdf online
- 2004. Bosser, JM. Contribution à l'étude des Orchidaceae de Madagascar, des Comores et des Mascareignes. XXXIII Adansonia 26(1) 53–61 pdf online
- 2005. Bosser, JM; R Rabevohitra. Espèces nouvelles dans le genre Dalbergia (Fabaceae, Papilionoideae) à Madagascar. Adansonia 27(2) 209–216 pdf online
- 2006. Bosser, JM. Contribution à l'étude des Orchidaceae de Madagascar, des Comores et des Mascareignes. XXXV. Description d'un Oeceoclades nouveau de Madagascar, et notes sur trois genres nouveaux pour les Mascareignes. Adansonia 28(1) 45–54 pdf online
- 2012. Baider, C; FBV Florens; F Rakotoarivelo; J Bosser; T. Pailler. Two new records of Jumellea (Orchidaceae) for Mauritius (Mascarene Islands) and its conservation status. Phytotaxa 52: 21–28 abstract online

### Libri
- 2007. Hermans, J; C Hermans; D Du Puy; P Cribb; JM Bosser. Orchids of Madagascar. Ed. Royal Botanic Kew 398 pp. ISBN 1-84246-133-8

## Specie dedicate
- (Acanthaceae) Anisostachya bosseri Benoist[2]
- (Aizoaceae) Delosperma bosserianum Marais[3]
- (Asphodelaceae) Aloe bosseri J.-B.Castillon[4]
- (Arecaceae) Dypsis bosseri J.Dransf.[5] (raccolte da Bosser nel dicembre 1962 fino alla sua riscoperta nel 1999)
- (Asclepiadaceae) Ceropegia bosseri Rauh & Buchloh[6]
- (Asclepiadaceae) Secamone bosseri Klack.[7]
- (Begoniaceae) Begonia bosseri Keraudren[8]
- (Boraginaceae) Hilsenbergia bosseri J.S.Mill.[9]
- (Cucurbitaceae) Ampelosicyos bosseri (Keraudren) H.Schaef. & S.S.Renner[10]
- (Cyperaceae) Trichoschoenus bosseri J.Raynal[11]
- (Dioscoreaceae) Dioscorea bosseri Haigh & Wilkin[12]
- (Ericaceae) Erica bosseri Dorr[13]
- (Eriocaulaceae) Paepalanthus bosseri (Morat) T.Stützel[14]
- (Euphorbiaceae) Euphorbia bosseri Leandri[15]
- (Lamiaceae) Clerodendrum bosseri Capuron[16]
- (Lamiaceae) Plectranthus bosseri Hedge[17]
- (Leguminosae) Crotalaria bosseri M.Peltier[18]
- (Leguminosae) Indigofera bosseri Du Puy & Labat[19]
- (Menyanthaceae) Nymphoides bosseri A.Raynal[20]
- (Monimiaceae) Tambourissa bosseri Jérémie & Lorence[21]
- (Montiniaceae) Grevea bosseri Letouzey[22]
- (Myrtaceae) Eugenia bosseri J.Guého & A.J.Scott[23]
- (Orchidaceae) Angraecum bosseri Senghas[24]
- (Orchidaceae) Bilabrella bosseriana (Szlach. & Olszewski) Szlach. & Kras-Lap.[25]
- (Orchidaceae) Bulbophyllum bosseri K.Lemcke[26]
- (Orchidaceae) Disperis bosseri la Croix & P.J.Cribb[27]
- (Orchidaceae) Jumellea bosseri Pailler[28]
- (Portulacaceae) Talinella bosseri Appleq.[29]
- (Pteridaceae) Pteris bosseri (Tardieu) Christenh.[30]
- (Rubiaceae) Canthium bosseri Cavaco[31]
- (Rubiaceae) Chassalia bosseri Verdc.[32]
- (Rubiaceae) Peponidium bosseri (Cavaco) Razafim., Lantz & B.Bremer[33]
- (Sterculiaceae) Acropogon bosseri Morat & Chalopin[34]
- (Vitaceae) Cissus bosseri Desc.[35]